# Alte Hallesche Burschenschaft Rhenania-Salingia zu Düsseldorf

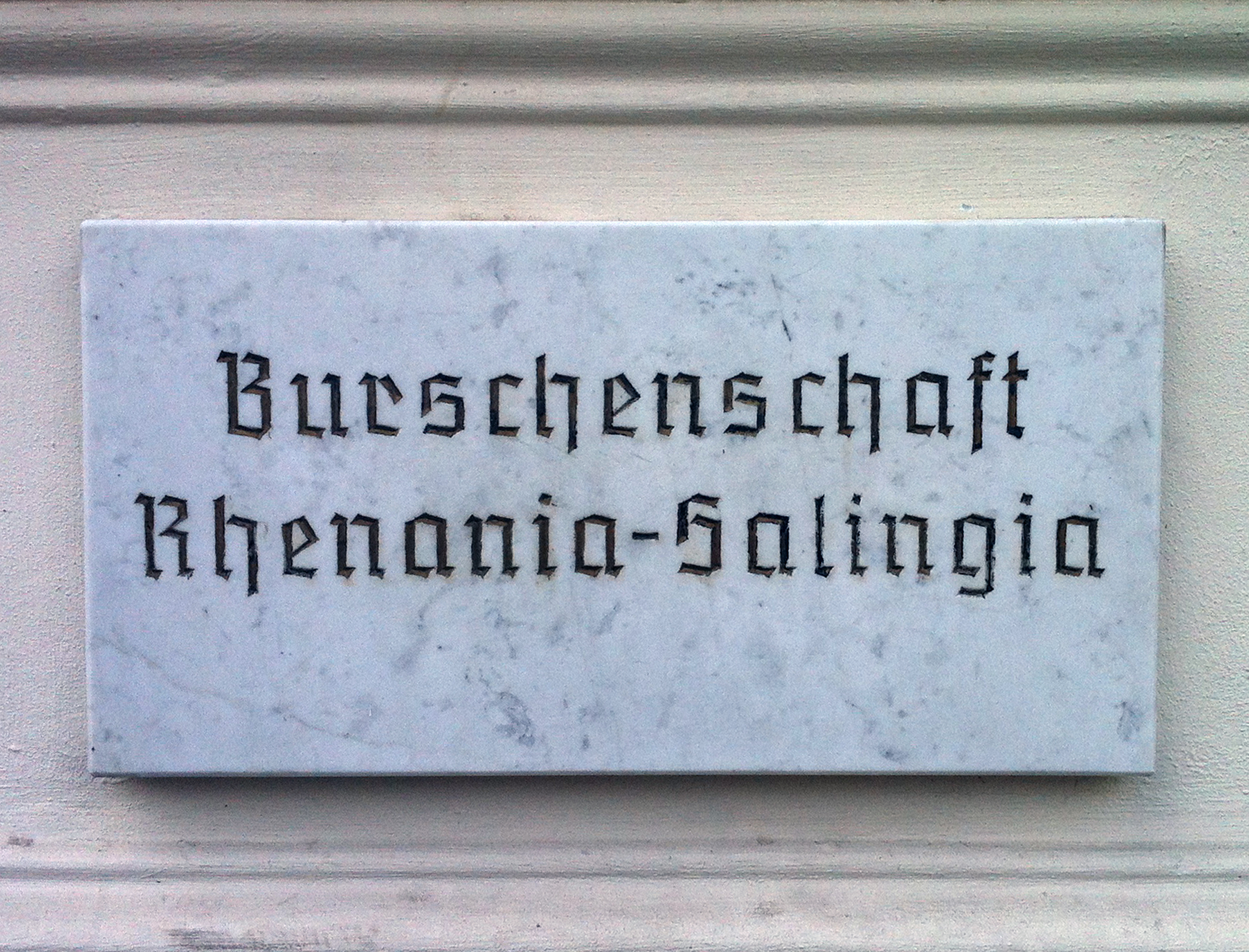
Rhenania-Salingia, Reichsstraße 21, Düsseldorf

Die Alte Hallesche Burschenschaft (AHB!) Rhenania-Salingia zu Düsseldorf ist eine farbentragende und fakultativ schlagende Studentenverbindung in Düsseldorf mit Sitz im denkmalgeschützten Gebäude in der Reichsstraße 21 in Unterbilk. Sie entstand durch einen Zusammenschluss der beiden Alten Halleschen Burschenschaften (AHB!) Rhenania zu Düsseldorf und Salingia zu Münster am 27. Oktober 1979. Ebenso ist in ihr am 20. April 1921 der „Studentische Shakespeare-Verein“ aufgegangen. Sie ist Teil der Deutschen Burschenschaft und sieht sich wie diese Vorwürfen ausgesetzt, „konservativ, reaktionär oder gar rechtsradikal“ zu sein.

## Couleur und Wahlspruch
Die Burschen tragen zwei Bänder, das eine Band der Rhenania und das Band der Salingia. Die Farben der Rhenania sind von unten nach oben schwarz-gold-rot auf weißem Grund und die der Salingia ebenso von unten nach oben schwarz-karmesinrot-weiß. Der amtierende Sprecher trägt dazu noch das Shakespereaner-Band (gold-schwarz-gold). Die Mütze ist schwarz mit weißem Vorstoß, rotem und goldenem Band. Füchse tragen ein Band in schwarz-karmesinrot.
Der Wahlspruch lautet „Ehre, Freiheit, Vaterland“.

## Geschichte

### Geschichte der Salingia
|  |
|  |
|  |

Farben der Salingia
Die Salingia wurde am 17. Dezember 1845 als „Studentenverbindung Salingia zu Halle“ in Halle an der Saale unter anderem von Theodor Pösche gegründet. Als Farben wurden damals die noch heute bestehenden Kombinationen Schwarz-Karmesinrot-Weiß für das Band und Dunkelrot für die Mütze gewählt. Die Füxe trugen seit damals bis heute ein schwarz-karmesinrotes Band. Ihr Wahlspruch war „Treu, Fest, Wahr“ der mit den Grundsätzen Wissenschaft, Sittlichkeit, Ehrenhaftigkeit und Freundschaft verbunden war. Damals gab es, wie heute, keine Bestimmungsmensur, aber die volle Satisfaktion.
1856 traten einige Mitglieder aus der Salingia aus und begründeten am 21. Oktober 1856 die Tuiskonia Halle, die 1887 zu den Gründern des Schwarzburgbundes gehörte.
1877 wurde die Salingia in das „Corps Salingia“ umgewandelt und entwickelte sich zur stärksten Verbindung in Halle. 19 Jahre später wurde das Corps im Jahr 1896 als Burschenschaft rekonstituiert und nannte sich daraufhin „Burschenschaft Salingia Halle“. Die Gründungsmitglieder der neuen Burschenschaft waren sämtlichst ehemalige Mitglieder des VDSt Halle, aus dem sie aus Ärger über das mangelnde korporative Auftreten ausgetreten waren. Sie brachten radikalantisemitische Vorstellungen mit, die sogleich Eingang in die Satzungen fanden. Mitglied der Salingia durfte nur „jeder christliche Student germanischer Abstammung“ werden. Die Alten Herren legten dagegen Protest ein, gaben aber nach, als die Aktiven drohten, die Rekonstitution platzen zu lassen.

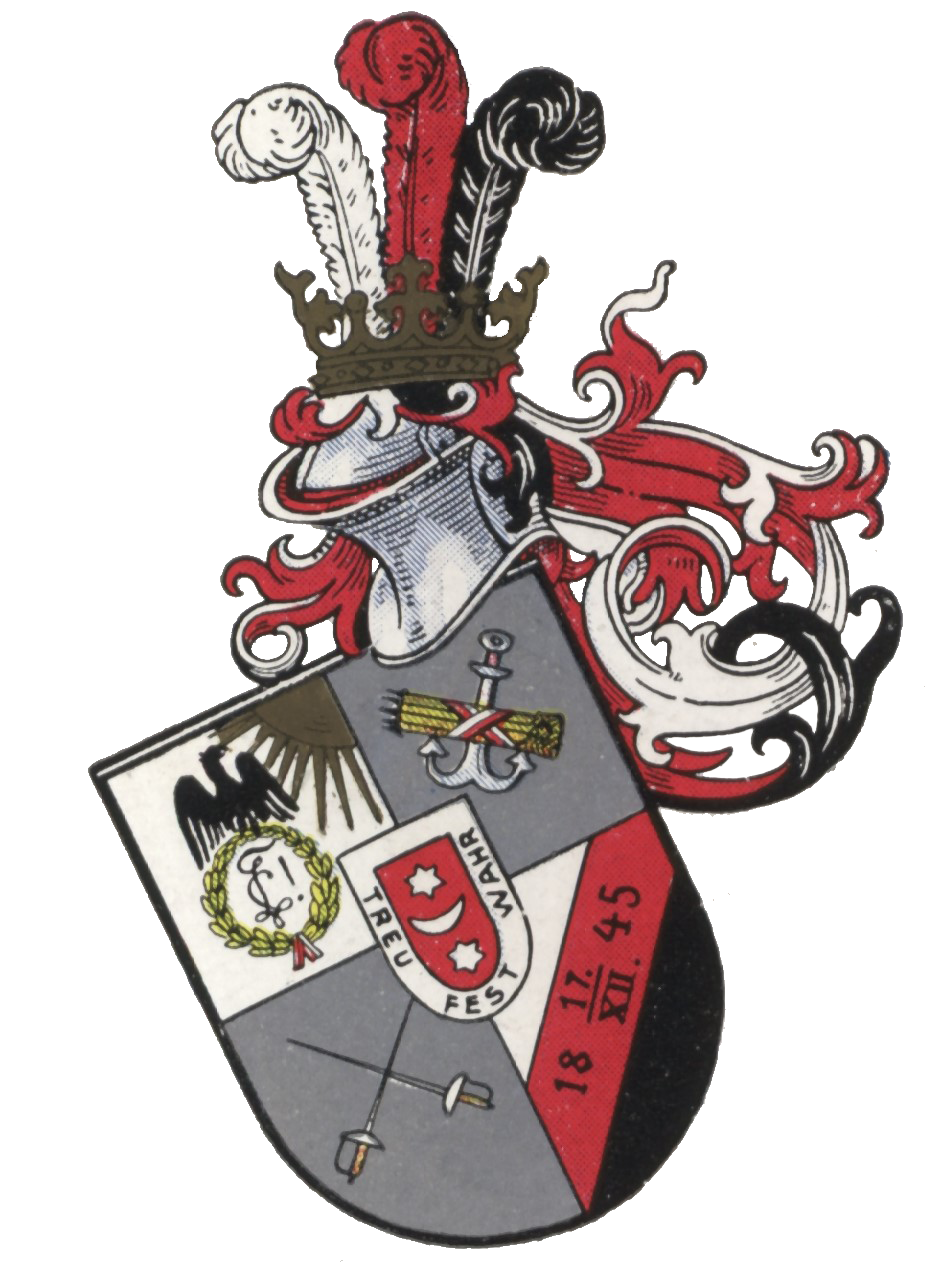
Wappen der Salingia

Am 13. Januar 1898 fand die Aufnahme in den Allgemeinen Deputierten-Convent (ADC – Vorläufer der heutigen DB, siehe Deutsche Burschenschaft) statt und die Bestimmungsmensur wurde eingeführt.

Die Salingia als Mitglied der Deutschen Burschenschaft (1915)

Nachdem viele Aktive (Studenten) der Verbindung im Ersten Weltkrieg gefallen waren, nahm die Verbindung allmählich wieder die alte Größe an und erwarb 1920 ein neues Verbindungshaus. Bereits 15 Jahre später löste sich die Salingia 1935 auf Drängen der Nationalsozialisten beim Wartburgfest auf, da die Mitglieder sich weigerten, in den damaligen NSDStB überführt zu werden. Ihr Fortbestehen war daraufhin nur noch im Geheimen möglich und formierte sich als geheime Kameradschaft.
1951 gründeten ehemalige Mitglieder in Münster 16 Jahre nach der Auflösung die Salingia neu. Die Verbindung hieß nun „Alte Hallesche Burschenschaft Salingia zu Münster“. Am 21. Mai 1967 zog die Salingia nach Bochum und vereinigte sich mit der 1965 gegründeten und ein Jahr später in die DB aufgenommenen „Neuen Bochumer Burschenschaft“ und nahm den Namen „Neue Bochumer Burschenschaft Salingia“ an. Die Salingerfarben schwarz-karmesinrot-weiß wurden neben den neuen Farben schwarz-bordeauxrot-gold getragen. Am 21. Juni 1971 musste die NBB! Salingia sich vertagen, und 1973 wurde die Fusion gelöst. Die Neue Bochumer Burschenschaft existierte als kleiner Altherrenverband weiter, trat 2001 aus der DB aus und ist mittlerweile aufgelöst.
Am 27. Oktober 1979 fusionierte die Salingia mit der „Alten Halleschen Burschenschaft Rhenania zu Düsseldorf“ zur „Alten Halleschen Burschenschaft Rhenania-Salingia zu Düsseldorf“.

### Geschichte der Shakespereana
|  |
|  |
|  |
|  |
|  |

Farben der Shakespeareana
Die Shakespereana wurde am 10. November 1864 als „Studentischer Shakespeare-Verein“ durch den Schriftsteller Fritz Anders in Halle gegründet. Ihr Wahlspruch war: „Denn was andere von uns denken, das kann uns piepe, piepe sein!“. Dieser studentische Verein war zuerst nur eine lockere, nicht-farbentragende Runde, die auf persönlichen Kontakten beruhte. Eine Satzung gab es damals nicht. Ebenso wie in der Salingia gab es keine Bestimmungsmensur aber volle Satisfaktion. 1866 beteiligte sich die Shakespereana am Verband der Nicht-Farbenstudenten. Ab 1873 wurde eine schwarze Wichs getragen.
Ab 1909 kam es zur Trendwende, die damit begann, dass sich die Shakespereana fortan „Studentische Verbindung Shakespereana“ nannte und ab 1910 farbentragend wurde. Das Band hatte ab nun die Farben Gold-Schwarz-Gold (die Farben des Hauses Shakespeare) und die Mütze war schwarz. Acht Jahre später, 1918 schloss sich die Shakespereaner der Allgemeiner Deutscher Burschenbund an, da keine Bestimmungsmensur vorgeschrieben war. Am 20. April 1921 kam es zur Fusion mit der Burschenschaft Rhenania Halle im ADB. Der Name Shakespereana ging verloren, aber das Gründungsdatum wurde übernommen. Von da an wurde bis heute das Shakespereana-Band zum Chargenwichs getragen, sowie wird es die ganze Zeit vom Sprecher getragen.

### Geschichte der Rhenania
|  |
|  |
|  |
|  |
|  |

Farben der Rhenania
Die Rhenania wurde als „Burschenschaft Rhenania Halle“ durch Angehörige des Hallenser ADB-Inaktivenstammtisches am 11. Juli 1911 gegründet. Die Gründungsburschen waren Müller, Fischer und Tietze. Jeder brachte seine Farbe mit. Müller, der der Burschenschaft Vandalia Berlin angehörte, brachte rot mit. Fischer, der der Burschenschaft Markomannia München angehörte Gold und Tietze von der Burschenschaft Avaria München, schwarz. Somit hatte ihr Band die Farben schwarz-gold-rot auf weißem Grund. Die Mütze war aus schwarzem Samt. Ihr Wahlspruch war Ehre, Freiheit, Vaterland. Ebenso wie bei der Salingia und Shakespereana gab es keine Bestimmungsmensur, aber volle Satisfaktion.
1912 kam es zur Aufnahme in den Allgemeinen Deutschen Burschenbund (ADB). Ebenso wie die Salingia hatte die Rhenania viele Verluste unter den Aktiven durch den grade beendeten Ersten Weltkrieg. Dies war einer der Gründe warum diese am 20. April 1921 mit der Shakespereana fusionierte. Sechs Jahre später wurde ein gemeinsames Verbindungshaus in Halle gekauft. 1931 führte die Burschenschaft Rhenania Halle den ADB Vorsitz, trat aber 1933 aus und gleichzeitig in die Deutsche Burschenschaft ein. Viele Bünde folgten und so kam es zum Zusammenbruch des ADB. 1935 kam es, wie bei der Salingia, zur Auflösung, da die NS-Regierung ebenso von der Rhenania forderte dem NSDStB beizutreten, diese sich aber weigerte und sich öffentlich auflöste. Ihr Fortbestehen war ebenfalls nur im Geheimen als Kameradschaft möglich. Erst 1962 kam es durch den Altherren-Verband zur Wiederanmeldung bei der DB sowie 1965 zur Wiederbegründung der Aktivitas an der neuen Universität Düsseldorf. Auswärtige Inaktive anderer Burschenschaften stellten die ersten Aktiven. Zugleich nahmen Alte Herren verschiedener Burschenschaften nach einem Aufruf „Helft Rhenania zu Düsseldorf!“ in den Burschenschaftlichen Blättern das Band der Rhenania auf und vergrößerten den Altherrenverband erheblich.
Am 27. Oktober 1979 fusionierte die Rhenania mit der Salingia zur AHB! Rhenania-Salingia zu Düsseldorf.
Für das Geschäftsjahr 2022 hatte die Rhenania-Salingia erstmals den Vorsitz der Deutschen Burschenschaft inne.

## Mitgliedschaft und Struktur
Mitglied der Burschenschaft, welche ein Männerbund ist, können alle männlichen Studenten einer Hochschule Deutschlands sein. Weiterhin orientiert sich die Rhenania-Salingia an den Aufnahmevoraussetzungen der Deutschen Burschenschaft.
Die AHB! Rhenania-Salingia zu Düsseldorf ist ein Männerbund und ein Lebensbund deutscher Akademiker, in dem Studenten nach ihrem Studienabschluss Mitglied der Altherrenschaft der Burschenschaft werden, die die Aktivitas finanziell und ideell unterstützt.

## Fechten und Mensur
Die Verbindung ist fakultativ schlagend, das heißt, alle Mitglieder müssen die Technik des akademischen Fechtens bis zur sogenannten Mensurreife erlernen. Das Schlagen einer scharfen Mensur ist jedem Einzelnen freigestellt, wird jedoch in der Regel von allen Mitgliedern der Verbindung wahrgenommen. 2019 schlugen die Rheinsalingen ihre erste Pro-Patria-Suite nach dem Zweiten Weltkrieg, mit der Landsmannschaft Rhenania Münster.

## Bekannte Mitglieder

### Burschenschaft Salingia Halle (1845–1979)
- Theodor Arnold (1852–1931), Bürgermeister von Zeitz
- Friedrich Berkner (1874–1954), Pflanzenbauwissenschaftler und Pflanzenzüchter
- Theodor Berndt (1838–1916), Lehrer und Politiker (Nationalliberale Partei), Landtagsabgeordneter
- Karl-Heinz Breuker (1939–2012), Arzt und Hochschullehrer
- August Disselhoff (1829–1903), Pfarrer und Dichter
- Julius Disselhoff (1827–1896), Nachfolger und Schwiegersohn von Theodor Fliedner
- August Döring (1834–1912), Lehrer, Gymnasialdirektor und Philosoph
- Werner Kirchert (1906–1987), Leitender Mediziner bei der Inspektion der Konzentrationslager, SS-Obersturmbannführer
- Willy Knorr (1878–1937), Politiker (Deutschnationale Volkspartei (DNVP)), Ministerpräsident des Freistaates Anhalt
- Werner Mäder (* 1943), Jurist
- Christian Julius von Massenbach (1832–1904), Landrat im Kreis Posen, Regierungspräsidenten im Regierungsbezirk Marienwerder, Mitglied im Preußischen Staatsrat
- Friedrich Oelze (1873–1954), Pädagoge und Politiker (DNVP)
- Theodor Pösche (1825–1899), Autor, Statistiker und Geograph
- Rudolf Rübberdt (1905–1981), Volkswirt, Mitglied der Bremischen Bürgerschaft (CDU)
- Alfred Schachtzabel (1887–1981), Ethnologe, Afrikaforscher und Kurator am Berliner Völkerkundemuseum (Nationalsozialistische Deutsche Arbeiterpartei (NSDAP))
- Günter Thiele (1927–2010), Verwaltungsjurist, Staatssekretär

### Burschenschaft Rhenania Halle (1911–1979) & Burschenschaft Shakespereana Halle (1864–1921)
- Fritz Anders (1841–1910), Schriftsteller und Pfarrer
- Felix Graf von Luckner (1881–1966), Korvettenkapitän, Ritter des Ordens Pour le Mérite, Schriftsteller (Ehrenmitglied)
- Rudolf Sang (1900–1972), Schauspieler, Regisseur, Theaterintendant
- Gustav Schacht (1875–1922), Papierindustrieller
- Franz Sioli (1882–1949), Psychiater und Hochschullehrer (NSDAP)
- Wilhelm Weirauch (1876–1945), Stellvertreter des Generaldirektors der Deutschen Reichsbahn

### Alte Hallesche Burschenschaft Rhenania-Salingia zu Düsseldorf (seit 1979)
- Björn Clemens (* 1967), Rechtsanwalt
- Zacharias Schalley (* 1991), Politiker (AfD)

Mitgliederverzeichnis:
- Willy Nolte (Hrsg.): Burschenschafter-Stammrolle. Verzeichnis der Mitglieder der Deutschen Burschenschaft nach dem Stande vom Sommer-Semester 1934. Berlin 1934. S. 1042.

## Bekannte Referenten
- 2024: Benedikt Kaiser, deutscher Autor[8]
- 2017: Thomas Röckemann, deutscher Anwalt und Politiker (Alternative für Deutschland (AfD))[9]
- 2017: Markus Mohr (* 1984), deutscher Politiker (AfD)[10]
- 2015: Rüdiger Goldmann, deutscher Politiker (CDU)[11]
- 2015: Pia-Tomoko Meid, Japanexpertin Düsseldorf
- 2014: Akif Pirinçci, rechtspopulistischer und islamkritischer Autor[12]
- 2012: Felix Menzel, Herausgeber und Chefredakteur der Pegida-Jugendzeitschrift Blaue Narzisse (Vortragstitel: „Über Ausländergewalt und Deutschenfeindlichkeit, die Skandalokratie sowie ein ‚Europa der Regionen‘ als Gegenentwurf zur bürokratischen EU“)[13][1]
- 2001: Hajo Herrmann, Jagdflieger während des Zweiten Weltkriegs
- 1999: Horst Mahler (Gründungsmitglied der Rote Armee Fraktion und Holocaust-Leugner)[1]